# Franziska Möllinger

Ansicht von Bern, Lithografie nach einer Daguerreotypie von Franziska Möllinger, 1844

Louise Franziska Möllinger (* 15. März 1817 in Speyer (Königreich Bayern); † 26. Februar 1880 in Fluntern, heute ein Quartier von Zürich) war eine Schweizer Daguerreotypistin aus der Rheinpfalz. Sie gilt als erste Frau, die in der Schweiz als Fotografin tätig war.

## Leben
Die Biographie von Franziska Möllinger lässt sich nur in groben Zügen darstellen, da die verfügbaren Angaben zu ihrem Leben in Solothurn und später in Fluntern spärlich sind. Sie wurde als Tochter des Uhrmachers David Möllinger (1748–1834) und der Rosina, geborene Ficht (1785–1839), in Speyer geboren. Hans Rudolf Stampfli, der in seiner Biographie von Otto Möllinger auch dessen Schwester ein Kapitel widmet, vermutet darin, dass Franziska Möllinger über eine musikalische Ausbildung verfügte, da sie in Solothurn als Klavierlehrerin tätig war. In die Schweiz kam sie 1836 zusammen mit ihrem Bruder Otto, als dieser eine Stelle als Mathematikprofessor an der Kantonsschule Solothurn antrat. In Solothurn lebte sie zunächst in einem Altstadthaus an der Gurzelngasse mit ihrem Bruder und der verwitweten Mutter. Nach dem Tod der Mutter und vor der Verheiratung von Otto Möllinger 1845 zog sie in eine Unterkunft in der Solothurner Vorstadt, später als Untermieterin eines Bildhauers zurück in die Altstadt. Zwischen 1843 und 1845 entfaltete sie eine intensive Tätigkeit als Daguerreotypistin, die durch Zeitungsinserate und die Veröffentlichung eines lithographischen Mappenwerks nach ihren Daguerreotypien dokumentiert ist. Sie scheint diese danach jedoch aufgegeben zu haben. Wo sie ihre Kenntnisse erwarb, ist nicht bekannt; da Otto Möllinger mehrere Arbeiten über Fototechnik und Daguerreotypie publizierte, geht Stampfli davon aus, dass er seine Schwester „zweifelsohne ... in das Fachgebiet eingeführt und möglicherweise begleitet“ habe. Franziska Möllinger daguerreotypierte nicht nur in der Schweiz, sondern auch in ihrer Heimatstadt Speyer, die sie immer wieder besuchte und wo sie ebenfalls inserierte.
Nachdem Otto Möllinger 1869 aufgrund der Kontroverse um seine Publikation «Die Gottidee der neuen Zeit» zwangsweise frühpensioniert worden war, zog Franziska 1872 mit der Familie ihres Bruders nach Fluntern bei Zürich. Dort starb sie 1880 an einer «Lungenschrumpfung»; Stampfli verweist auf Fotohistoriker, die darin die Spätfolge einer durch Quecksilberdämpfe ausgelösten Berufskrankheit sehen.

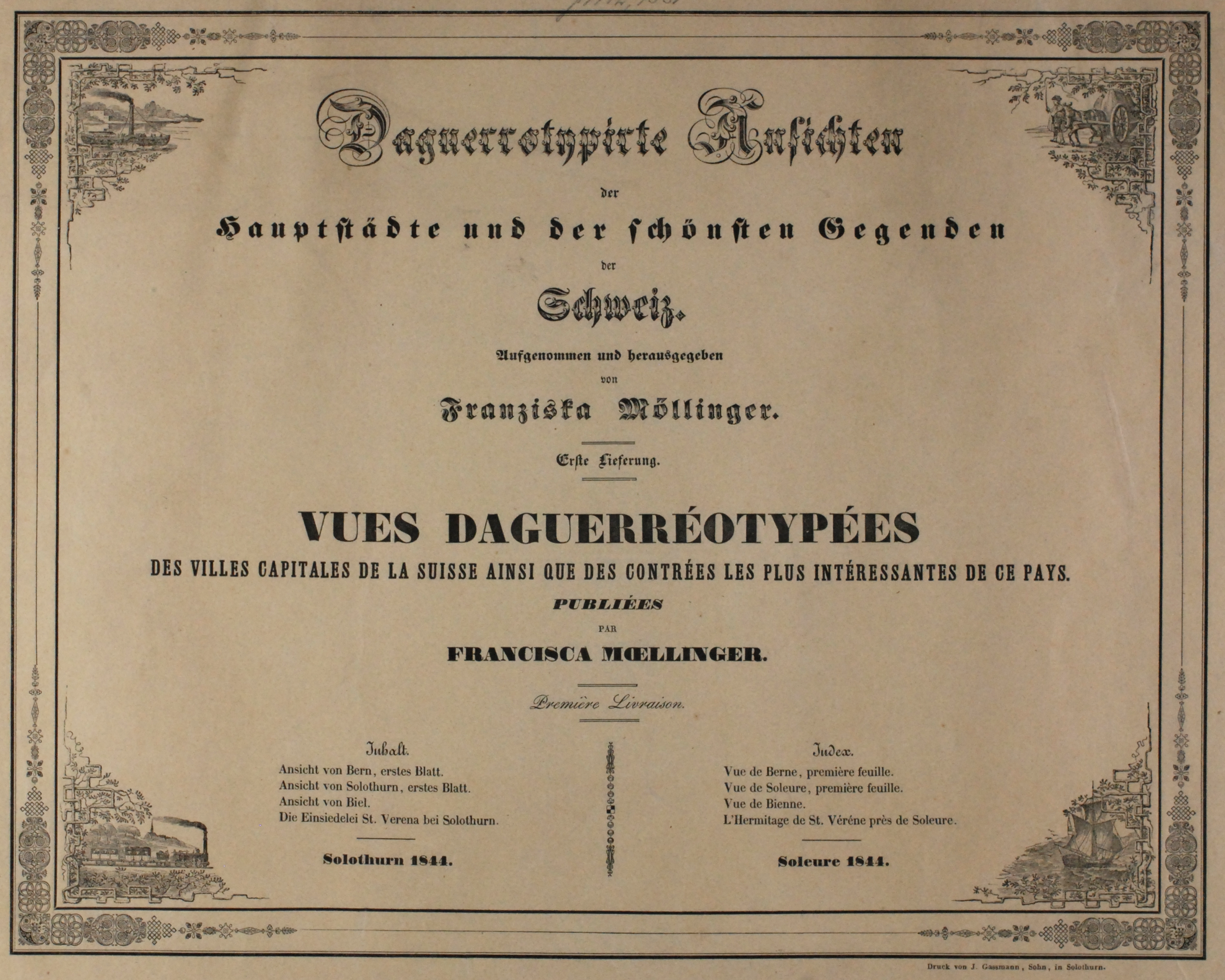
Titelseite

## Werk
Möllinger war die erste Frau in der Schweiz, die als Fotografin bzw. Daguerreotypistin tätig war. Im Selbstverlag veröffentlichte Franziska Möllinger in den Jahren 1844 und 1845 ein Mappenwerk mit insgesamt 16 wirklichkeitsgetreuen Stadtbildern und Landschaftsansichten der Schweiz, die nach ihren Daguerreotypien lithografiert wurden. Das Werk war auf weitere Lieferungen angelegt, verkaufte sich aber schlecht und wurde nicht fortgeführt. Es gilt dabei als erstes Beispiel für die Verwendung von Fotografien als Druckvorlagen in der Schweiz.
Von Möllinger sind zwei Daguerreotypien im Original erhalten: Die eine zeigt eine Ansicht des Schlosses Thun (1844), die andere – deren Existenz erst 2024 bekanntgeworden ist – zwei Männer am Grab des polnischen Nationalhelden Tadeusz Kościuszko in Zuchwil (ebenfalls 1844). Der Widmung auf der Rückseite der passepartouierten Daguerreotypie nach handelt es sich bei einem der beiden Männer um den polnischen Exilanten und prominenten ehemaligen Teilnehmer des Novemberaufstands 1830/31 Romuald Januszkiewicz (1808–1865).